# Bitwa pod Suthul
Bitwa pod Suthul – starcie zbrojne, które miało miejsce w roku 110 p.n.e. w trakcie wojny jugurtyńskiej 111–105 p.n.e.
Zimą 110 p.n.e. legat Aulus Postumus Albinus skierował się ze swoimi legionami na północ Numidii z zamiarem zdobycia miasta Suthul, w którym znajdowała się część skarbca królewskiego i środki na opłacanie wojsk numidyjskich. 
Twierdza Suthul położona była na krawędzi stromego wzgórza. Rzymianie chcąc zdobyć miasto używali machin oblężniczych, jednak armia rzymska została pewnej nocy otoczona przez siły Jugurty. Część wojsk liguryjskich i trackich przekupiono, na pozostałe siły uderzyli Numidowie, zmuszając Rzymian do panicznej ucieczki. Numidowie splądrowali obóz rzymski, po czym zawarli z pokonanymi układ. Wszyscy Rzymianie przeszli pod jarzmem, co zostało odebrane w Rzymie jako hańba. 